# HD 88133
Désignations
HD 88133 est une étoile de la constellation du Lion. D'une magnitude apparente de 8, elle n'est pas visible à l'œil nu mais avec un petit télescope, elle devrait être facilement visible. Elle est située à une distance de ∼ 243 a.l. (∼ 74,5 pc) de la Terre.
HD 88133 est classée comme une étoile sous-géante jaune de type spectral G5IV. Elle est légèrement plus massive que notre Soleil, plus froide et plus lumineuse. En tant que sous-géante, elle a quitté la séquence principale et a commencé à évoluer pour devenir une géante rouge à terme.
En 2004, une planète a été trouvée en orbite autour de l'étoile.

## Voir également